# Wudangquan
Il Wudangquan (武当拳, il pugilato di Wudang) è un termine delle arti marziali cinesi che indica una Scuola la cui nascita è attribuita a Zhang Sanfeng sulla montagna Wudangshan (武当山), oppure qualsiasi stile praticato sulla montagna stessa. Wudangquan o Wudangpai è anche un termine generico che raggruppa tutti gli stili interni cioè Neijia in contrapposizione al termine Shaolinquan che indica gli stili esterni.

## Zhang Sanfeng
Zhang Sanfeng è considerato il fondatore del Wudangquan. Questa è una tradizione di più recente formazione e che è legata all'evoluzione del mito di questo leggendario immortale Taoista.

## Esiste un pugilato Wudang?
I ricercatori Tang Hao e Gu Liuxin che prima della Seconda guerra mondiale fecero delle ricerche nella regione dei Monti Wudang, anche tra i Taoisti che vivevano tra queste montagne, conclusero che non esisteva un pugilato di origine locale. Di recente l'autore di un articolo apparso sulla rivista Wulin,  ha intervistato i Taoisti del Zixiaogong (Palazzo della volta celeste purpurea) constatando che la maggior parte di loro ignorava l'esistenza di un pugilato Wudang.
Di avviso contrario una Ricerca sul Pugilato Wudang, pubblicata nel 1992, che cita testimonianze che attestano l'esistenza di un Wudangquan, o Taihequan. 
I sostenitori di una presenza nei secoli di un pugilato Wudang, portano a sostegno della loro teoria i numerosissimi Taoisti che nel corso della storia cinese hanno praticato arti marziali, ed in particolare durante il periodo Repubblicano (1911-1949).
Fu proprio durante questo periodo che la maggior parte dei rappresentanti attuali del Pugilato Wudang apprendono le loro abilità su queste montagne:
- Jin Zitao apprende Wudang Taiyi Wuxing Qin Pu (武当太乙五行擒, Prese dei Cinque Elementi e dell'Unione Primordiale del Wudang );
- Liu Dingguo apprende Shunyangquan (Pugilato dello Yang Puro);
- Zhang Yunjin apprende il Tiangangqi (天罡气, il soffio dell'orsa maggiore);
- Chen Shaogun apprende il Kunlun Wu Dun Yin Yang Baguazhang (Il Palmo degli otto trigrammi Yin Yang delle cinque schivate del Kunlun)

## I vari metodi
La scuola Wudang attuale riunirebbe i seguenti metodi, che come è possibile osservare sono presi da altre scuole quali il Taijiquan, lo Xingyiquan ed il Baguazhang che hanno solamente un legame simbolico  e leggendario con il monte Wudang:
- Il Taijiquan (太极拳) detto Wudang Zhaobao Sanheyi fondato da Liu Huisi;
- Lo Stile Hao di Taijiquan detto Wudang Zhaobao di Liu Rui;
- Lo Stile Wu di Taijiquan di Wu Yuxiang (武禹襄);
- lo Stile Sun di Taijiquan;
- Il Wudang Tayi Wuxingquan di Jin Zitao;
- Il Wudang Shunyangquan di Wang Zhaohui;
- Il Wudang Taiyi Shenjianmen (scuola della spada divina del supremo uno Wudang);
- Taihequan di Zhou Zhongming;
- Wudang Hengshanpai (Scuola Wudang del Monte Heng) di Zhang Kaiwen;
- Il Shuishang Taijiquan (Taijiquan nell'acqua);
- Lo Xingyiquan;
- Il Liuluquan (六路拳, il pugilato dei sei percorsi);
- Il Wudang Qiankunmen di Wang Shuzhang;
- Lo Stile Zhang di Taijiquan di Wan Laisheng;
- Lo Stile Zhaobao di Taijiquan;
- Le Yibaiba shou Wudang Qinna (一百八手武当擒拿le 108 mani delle prese di Wudang);
- Il Wudang Shengong Taijiquan (武当神功太极拳, il Taijiquan del raggiungimento spirituale Wudang) di Wang Baoren;
- La Wudang Longmenpai Xinyimen (武当龙门派心意门, Scuola del cuore e della mente della fazione Longmen di Wudang);
- Il Wudang Taihequan di Li Yongguang;
- Lo Yunfang Taijiquan;
- Il Bazhi;
- Lo Yingxianquan (Pugilato dell'immortale nascosto);
- Il Lubu Meihuazhuang (鹿步梅花桩, Passi del Cervo sui Pali del Fiore di Prugno);
- Il Wudang Songxi Jiubuquan (Pugilato dei sei passi di Songxi di Wudang);
- Le Sanshiliu Yinyangshou (三十六阴阳手, Le trentasei mani Yin-Yang);
- Il Wudang Wuxingquan;
- Il Wudun Yin Yang Baguazhang (Il Palmo degli otto trigrammi delle cinque schivate Yin Yang);
- Lo Hunyuanzhang (混元掌, Il palmo del caos primordiale);
- Il Wudang Tiezhanggong (武当铁掌功 L'abilità del palmo di ferro del Wudang);
- Le Sanhuizhuan (tre rotazioni);
- il Baguazhang;
- Il Bagua Lianhuanzhang (I palmi concatenati del Bagua);
- Il Wudang Ziran Sanfeng pai (武当自然三酆派 Scuola di Sanfeng Naturale di Wudang);

La maggior parte dei metodi elencati è solamente un Taolu e non un sistema completo.